# Állandó mágnes

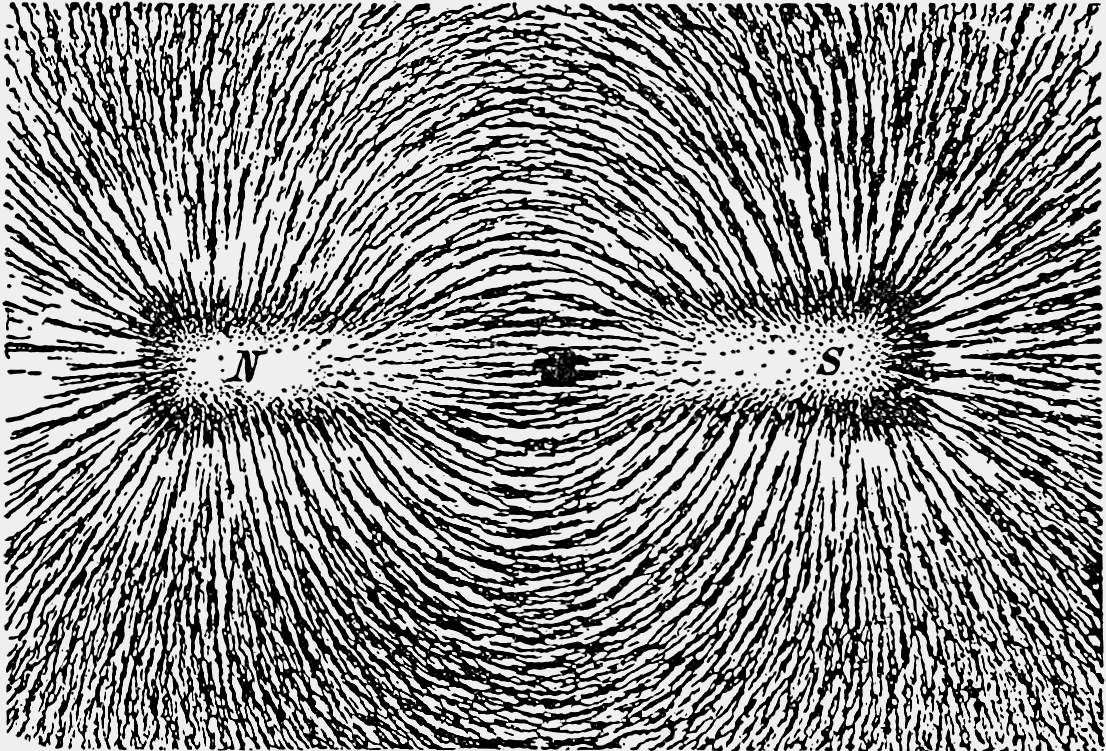
A mágnesrúd körüli erőtér szabályos sorokba rendezi a vasreszeléket a papíron. A vasreszelék elrendeződése a mágneses erővonalak helyzetének megfelelő

Mágnesnek nevezzük azokat a testeket, melyek környezetükben mágneses mezőt hoznak létre. Azokat a helyeket, ahol erős vonzóhatás tapasztalható, a mágnes pólusainak nevezzük. A tapasztalatok szerint minden mágnesnek legalább két pólusa van. A felfüggesztett kétpólusú mágnes észak–déli irányba fordul. A földrajzi észak felé mutató pólusát északi pólusnak, a dél felé mutatót déli pólusnak nevezzük. A különböző pólusok vonzzák, az azonos pólusok taszítják egymást. Kivitelüket tekintve lehetnek állandó mágnesek és elektromágnesek.

## Története
A természetben előforduló természetes mágnes egy mágneses ásvány, a magnetit. Hatalmas telepszerű előfordulása található Svédországban, a sarkkörön túl. Oroszországban Magnyitogorszk térségében 500 km² területen 300 000 millió tonna ércvagyont jeleztek, melyet mágneses anomália útján fedeztek fel. Nagy előfordulások vannak az Egyesült Államokban Utahban, Dél-Afrikában, Bolíviában és Ausztráliában. Magyarországon csak apró kristályok formájában található.
Az ókori Kínában a Han-kor elején már ismert volt a Sinanshao „délt irányító kanál”. Ez volt az iránytű őse. Erősségének vizsgálatára mérték, hogy hány tűt tud felemelni, ez alapján minőségi kategóriák voltak. Az ókori görögök misztikus dolognak tartották a vas vonzását. A 7. és 10. század között megjelent az iránytűkben a tű alakú mozgórész, ezáltal a tájékozódás elterjedt eszköze lett.

### Kronológia
- I. e. 600 körül: Indiai sebész, Sushuta használt először mágnest a gyógyításnál[1]
- 4. század: könyvben említik meg a mágnest
- 1031-1095: Shen Kuo kínai tudós használ először iránytűt
- 1187: Alexander Neckham, Európában először említi meg a mágnes navigációs szerepét
- 1819: Hans Christian Ørsted dán fizikus felfedezte az áram és mágnesesség közötti kapcsolatot
- 1820: André-Marie Ampère felfedezte az áram hatását zárt hurkú vezetőben
- 1820: Jean-Baptiste Biot és Félix Savart megalkották a Biot–Savart-törvényt
- 1831: James Clerk Maxwell felfedezte az időben változó mágneses fluxus hatását, mely feszültséget indukál, és megalkotta az úgynevezett Maxwell-egyenleteket
- 1911: Heike Kamerlingh Onnes felfedezi a szupravezetést
- 1914: Barnett-hatás: forgó test mágneses teret eredményez
- 1915: Einstein- és de Hass-féle hatás: mágnesezés hatására forgó mozgás keletkezik
- A 20. és 21. században tovább folyt és folyik a fizika fejlődése. A kvantumfizika új elméletekkel járult hozzá az elektromosság és mágnesesség megértéshez, mint például az elektrogyenge kölcsönhatás, a standard modell és a kvantum-elektrodinamika.

## A mágneses tulajdonságok alapjai
Az anyagok különböző mágneses tulajdonságainál két tényt kell figyelembe venni:
- az elektromos áram mágneses teret hoz létre a környezetében, és
- az elektronok (elektromos töltések) pályákon keringenek az atommag körül, miközben saját tengelyük körüli forgást is végeznek.

Az e töltésű, v sebességgel keringő elektron keltette áram hatására mágneses tér alakul ki.
A mágneses momentum arra utal, hogy az atom mágneses dipólust képez. 
Az atom mágneses momentumának két összetevője van:
- a spinből eredő és
- a mag körül keringő elektronokból eredő mágneses momentum.

A különböző anyagok viselkedését külső mágneses térben csak az atom mágneses momentumának nagysága és iránya határozza meg.
Ilyenkor az elektronok forgását és mag körüli keringését megzavarja, hogy mágneses terük a külső térrel együtt eredő teret alkot. Ez erőt gyakorol a kialakult „pörgettyűre”, amely – mint minden, erőhatás alatt álló pörgettyű – precessziós mozgást végez. Az így kialakult mozgásból származó mágneses momentum iránya a külső térrel ellentétes.
Mivel a mágneses momentumnak egy külső mágneses térben potenciális energiája van, ha mágneses térbe testet helyezünk, akkor az eredő mező és a test viselkedése csak atomjainak saját mágneses momentumától függ.

## A mágnesesség típusai

### Diamágnes
A diamágnesesség a mágnesesség egy formája, amely csak külső mágneses tér hatására jelentkezik, ez általában egy gyenge hatás.
A diamágnes jellegzetes tulajdonsága, hogy bennük a spin- és a pályamomentum semlegesítik egymást, ezért normális állapotukban nincs kifelé irányuló mágneses momentumuk. A Lenz-törvény (lásd: Faraday–Lenz-törvény) értelmében csak külső tér hatására alakul ki egy azzal ellentétes irányú eredő mágneses mező.
A diamágneses anyagok relatív permeabilitása 1-nél kisebb, de ahhoz nagyon közeli érték, a szuszceptibilitása pedig negatív.
Diamágneses anyagok a mágneses fluxusvonalakat eltérítik az anyagtól, szupravezetők teljesen kizárják, kivéve egy igen vékony réteget a felületen.
A legtöbb nemfémes szilárd test (pl. üveg), valamint pl. a réz, arany, ezüst, cink, higany, germánium és ólom diamágneses. Az ilyen anyagokat az erősen inhomogén mágneses tér taszítja.

### Ferromágnes
Minden olyan anyagot, amely állandó mágnes lesz egy külső mágneses tér hatására, és megtartja a mágnességét akkor is, ha a külső mágnesező teret eltávolítottuk a környezetéből, ferromágneses vagy ferrimágneses anyagnak neveznek.
A ferromágnesség is elemi mágneses dipólusok jelenlétén alapszik. A paramágnességhez hasonlóan itt is a spintől eredő mágneses momentum van túlsúlyban, vagyis minden atomnak van gyenge mágneses momentuma
Azokat az anyagokat, amelyekre jellemző a ferromágnesség, ferromágnesnek hívjuk.
A ferromágnes szó első tagja, a ferro-, vasat jelent. De nem csak a vas mutat ferromágnesességet.
Az ismertebb ferromágneses fémek a vas, a kobalt és a nikkel.
Egyes ritkaföldfémek szintén ferromágneses tulajdonsággal bírnak. Ilyen a gadolínium, a holmium, a terbium, és a diszprózium.
Ha egy mágnest kettétörünk, nem két félmágnest, hanem két mágnest kapunk. A mágnesek azonos pólusai taszítják, míg a különbözőek vonzzák egymást.

#### A Curie-pont
Curie-pontnak nevezzük azt a hőmérsékletet, amikor valamely ferromágneses anyag elveszíti mágneses tulajdonságát, és paramágnessé alakul.

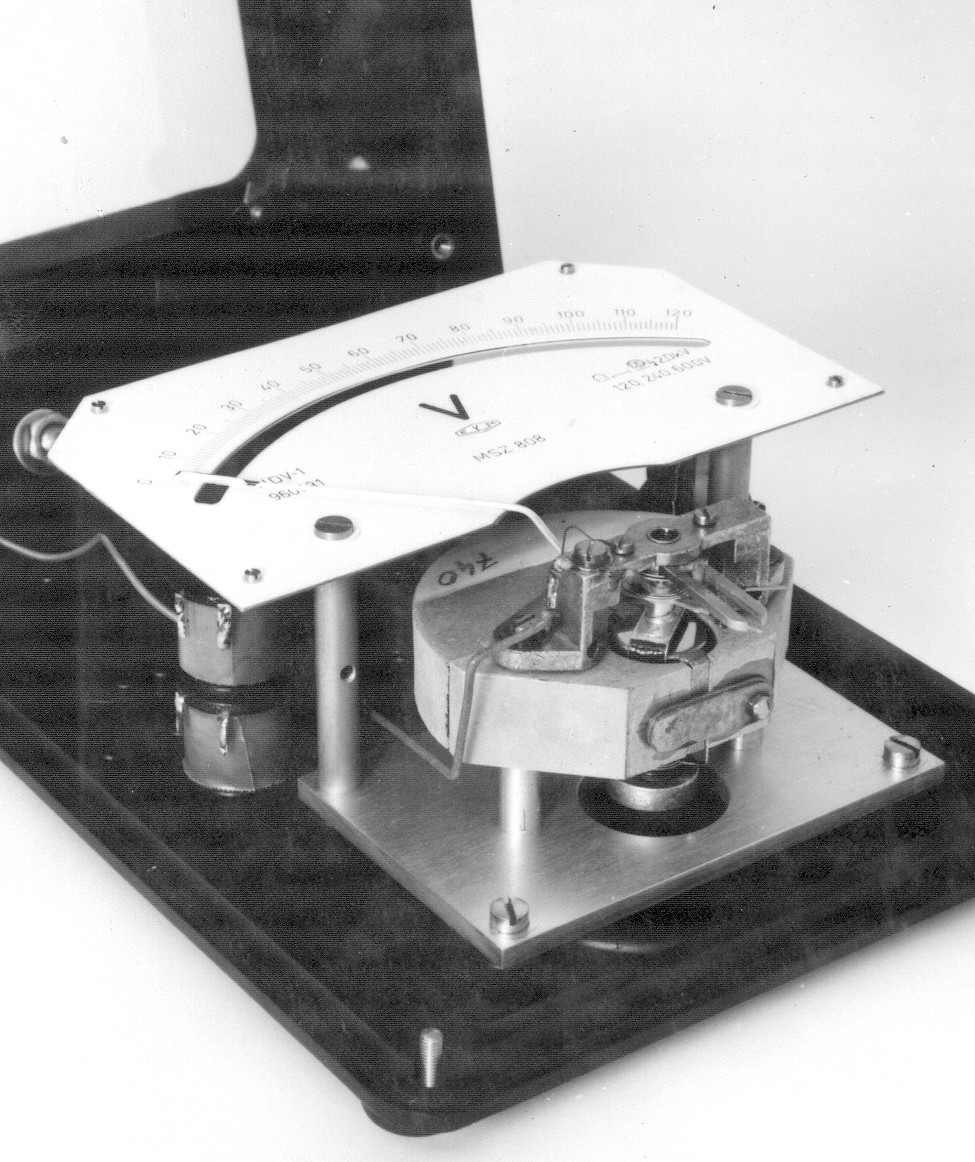
Lengőtekercses műszer patkómágnese rajta 740 mgcm/Amenet felirattal

| Anyag            | Curie hőmérséklet °C |
| ---------------- | -------------------- |
| Vas (Fe)         | 770                  |
| Kobalt (Co)      | 1130                 |
| Nikkel (Ni)      | 358                  |
| Vas-oxid (Fe2O3) | 622                  |

## Elektromágnes

Tekercs metszete. A X az áram bemeneteket, míg a • jelek az áram kimeneteket jelképezik. A mágneses erővonalak iránya a jobbkéz-szabály szerinti

Az elektromágnes azt a tulajdonságot használja ki, hogy ha egy nem bifiláris, egy- vagy többrétegű tekercsben áram folyik, akkor a képen látható módon mágneses teret hoz létre. Ennek erővonalai, hasonlóan az állandó mágnesekhez, a tekercs belsejében összegződnek, és az áram folyásának megfelelő északi és déli pólust képeznek. Váltakozó árammal táplálva értelemszerűen a két pólus folyamatosan felcserélődik, de a mágnesezhető anyaggal szemben vonzóerőt fejt ki.
A tekercs belsejébe ferromágneses anyagot helyezve, annak kisebb mágneses ellenállása miatt, ugyanakkora áram és menetszám esetén, akár 25-szörös erővonal-sűrűség is létrejöhet.

## A Föld mágnessége
A Föld egy hatalmas állandó mágnesként fogható fel. A Föld-mágnesnek van északi és déli pólusa.
A Föld mágnesességének oka nem teljesen tisztázott.
A Föld keletkezésekor izzó, olvadt gömb volt. A nehezebb anyagok, mint például a vas és a nikkel, lesüllyedtek, és belőlük lett a gömb alakú földmag. Összességében elmondható, hogy a földmag fémes, jól vezető anyagokból áll, melyek a maghéjban folyékony, a belső magban szilárd halmazállapotban vannak és extrém nyomás alatt állnak. A hatalmas belső nyomás megszilárdította a mag 2900 km mélyen található fémgömbjét (melyet a Gutenberg-Wiechert-felület választ el a felette levő földköpenytől), de a felszínhez közelebb, ahol kisebb volt a nyomás, a vas és a nikkel folyékony maradt. E folyékony külső mag mozgásai gerjesztik a Föld mágneses mezejét.
A legelterjedtebb elmélet az úgynevezett dinamó-hatás. A dinamó-hatás szerint a Föld mágneses tere egy öngerjesztő dinamó. A Föld külső héjában lévő elektromosan jól vezető anyagban (folyékony vas, nikkel) elektromos feszültséget indukál, és mivel zárt vezetőként fogható fel, abban áram folyik (örvényáram hatás). Az elektromos áram viszont mágneses mezőt hoz létre, mely kölcsönhatásban van a mozgó folyékony réteggel, és létrehoz egy másodlagos mágneses mezőt.
A Föld mágnessége segíti a navigációt és bizonyos állatok tájékozódását, és felelős a sarki fény jelenségéért is. A Földet körülvevő mágneses mező – a magnetoszféra – eltéríti a világűrből érkező töltött részecskéket, ezáltal részben védelmet nyújt a napszéllel szemben.

## Környezetbarát eszközökben alkalmazott mágnesek
Kerékpárokon alkalmaznak olyan villogót, amely mágneses indukcióval termeli a ledekhez szükséges áramot, így az üzemeltetéséhez nem szükséges elemet használni.
Továbbá alkalmazzák víz- és szélturbinákban